# 備後国府
備後国府（びんごこくふ）は、古代備後国を統治するために置かれた地方行政府。広島県府中市市街地北部一帯に位置したとされ 、跡地の一部は「備後国府跡」として国の史跡に指定されている。

## 概要
10世紀に書かれた「和名類聚抄」にも「国府在葦田郡」（こくふあしだぐん）として記載され、後の芦品郡府中町、現在の府中市元町を中心とする市街地北部一帯にあった。1967年（昭和42年）に最初の発掘作業が行われた。1982年（昭和57年）より広島県による調査が始まり、1988年（昭和63年）からは府中市教育委員会が発掘調査を継続しており、2016年までに「ツジ地区」と「金龍寺東地区」「鳥井地区」の市内3か所で発掘調査が行われたが、住宅密集地区であるために発掘調査は進んでいない。国庁があった場所は、府中市元町の「砂山地区」と考えられている。これらは、8世紀から12世紀末頃までの国府の成り立ちと衰退を知るうえで貴重な遺跡とされる。2019年6月21日、国の文化審議会は「伝吉田寺地区」についても国指定の史跡『備後国府跡』に加えるよう文部科学大臣に答申し、追加指定された。

## 発掘調査

### ツジ地区

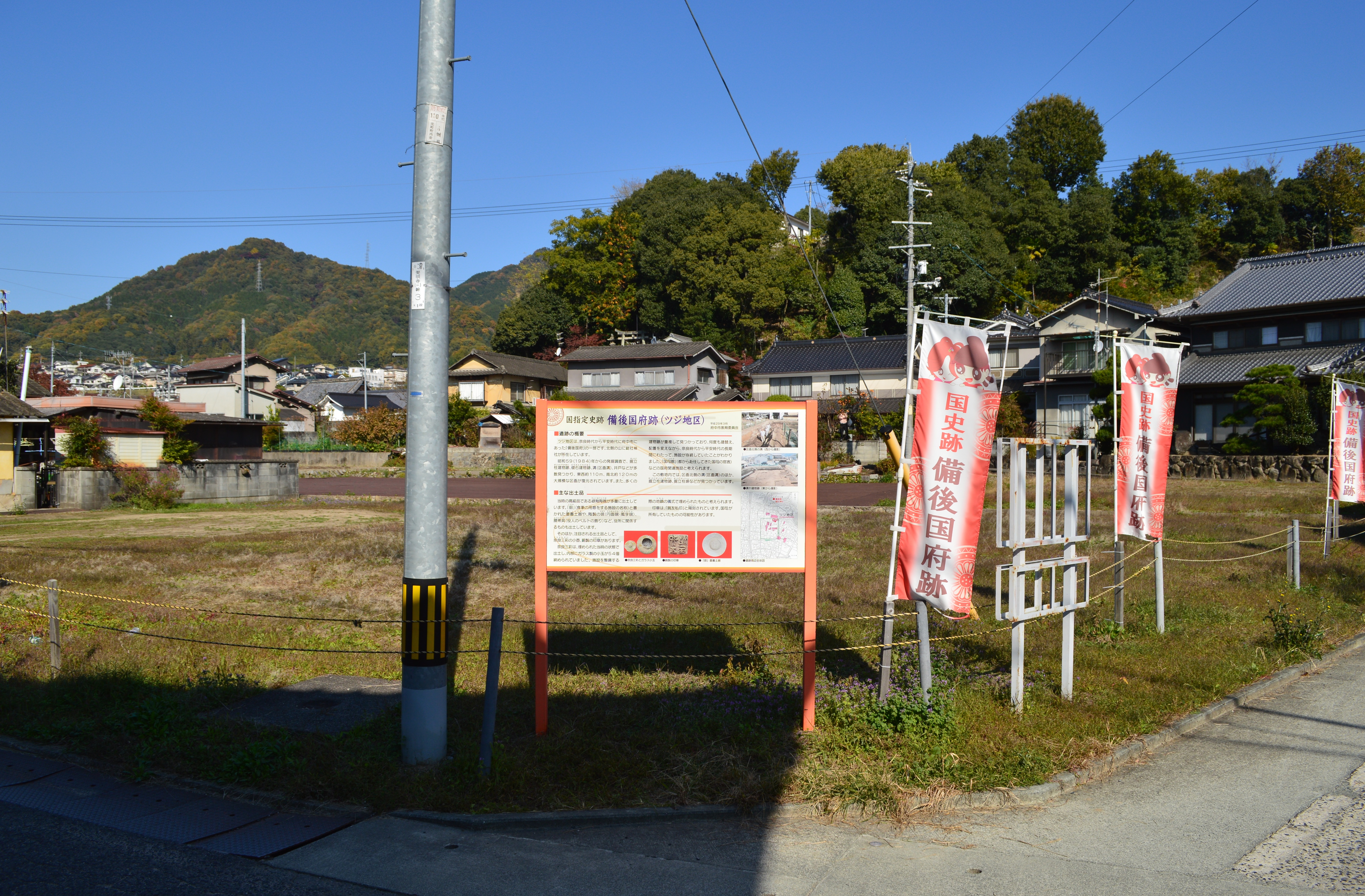
ツジ地区

ツジ地区は府中市元町を南北に流れる音無川の東側一帯に広がっており、7世紀末または8世紀初めから10世紀末までの間に、区画溝を伴った建築物が東西南北方向にほぼ一致して規則性に建てられていた。中心となる区画には礎石瓦葺（そせきかわらぶき）の建物が発見されている。隣接する伝吉田寺跡には五重塔があったとされる。

### 金龍寺東地区

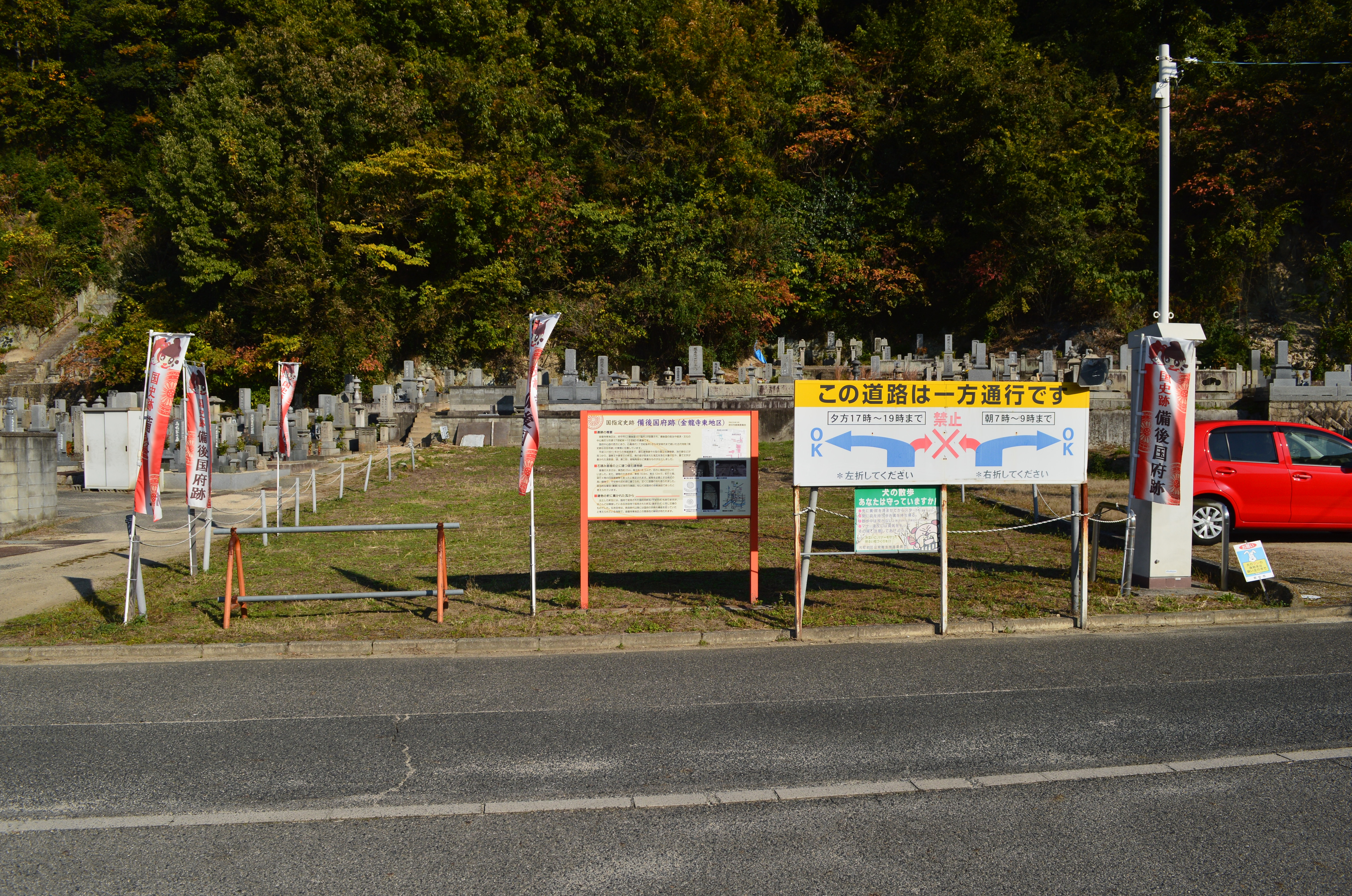
金龍寺東地区

金龍寺東地区はツジ地区と同じ府中市元町にあり、音無川の西側、見晴（みはらし）団地の丘陵部南側の崖下に位置する。金龍寺の東側なので、金龍寺東地区と呼ばれる。奈良時代には大型掘立柱建築物が建てられ、平安時代には瓦葺き礎石建築物や池がある庭園が造られた。建築物は軒の出が4 m以上もある格式の高いもので、周囲より1 m程高く盛り土された石積み基壇と呼ばれる部分に建築されていた。石積み基壇の大きさは東西25m、南北18.3 mもあり、四方には階段も配置されており、国府関連の宗教施設か饗宴目的の施設と推測されている。西隣には県史跡に指定されている伝吉田寺跡があり、関連性が注目されている。

### 鳥居地区

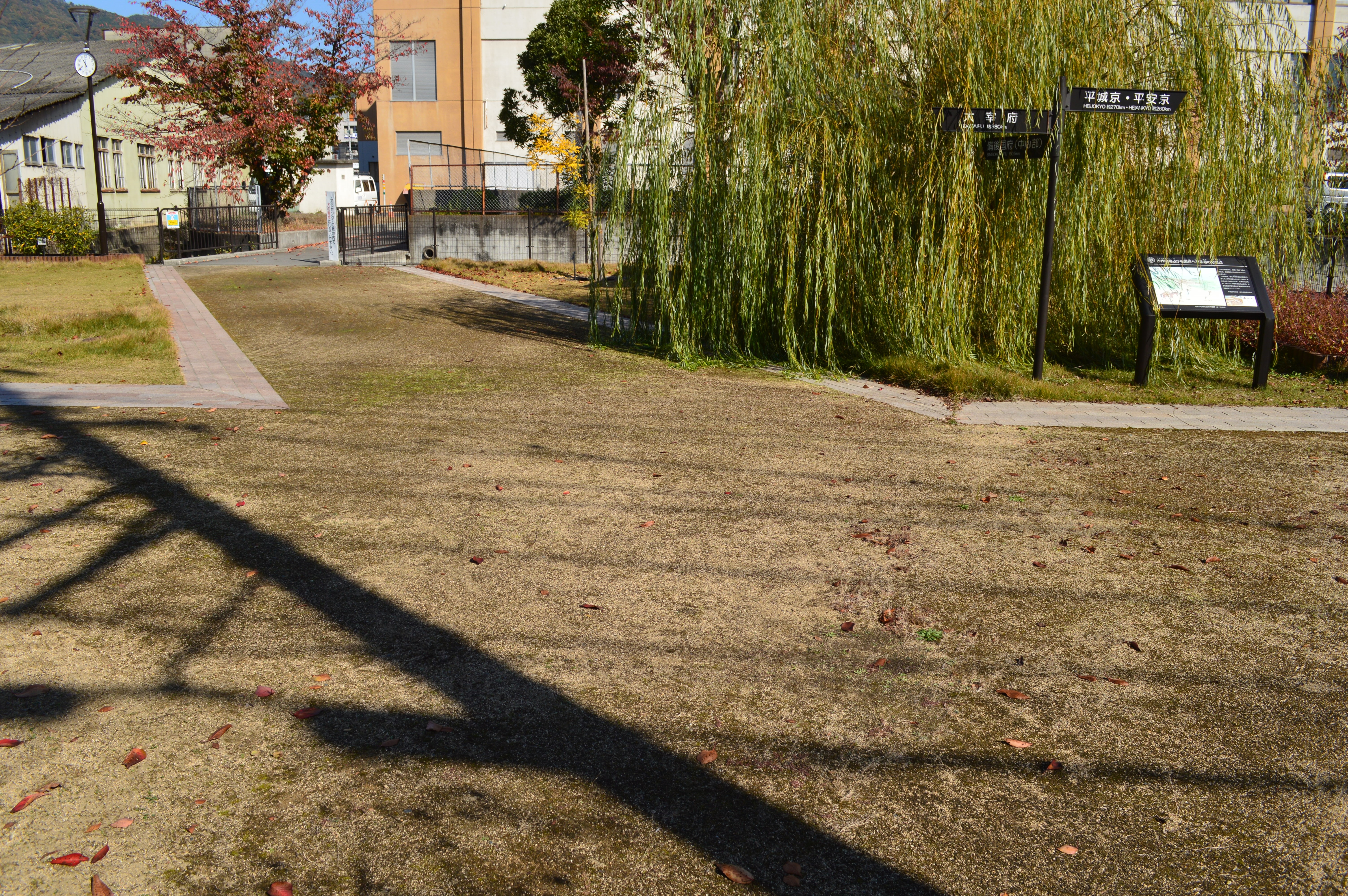
鳥居地区
古代山陽道（左右方向）・備後国府中心部道（左奥方向）の分岐点。

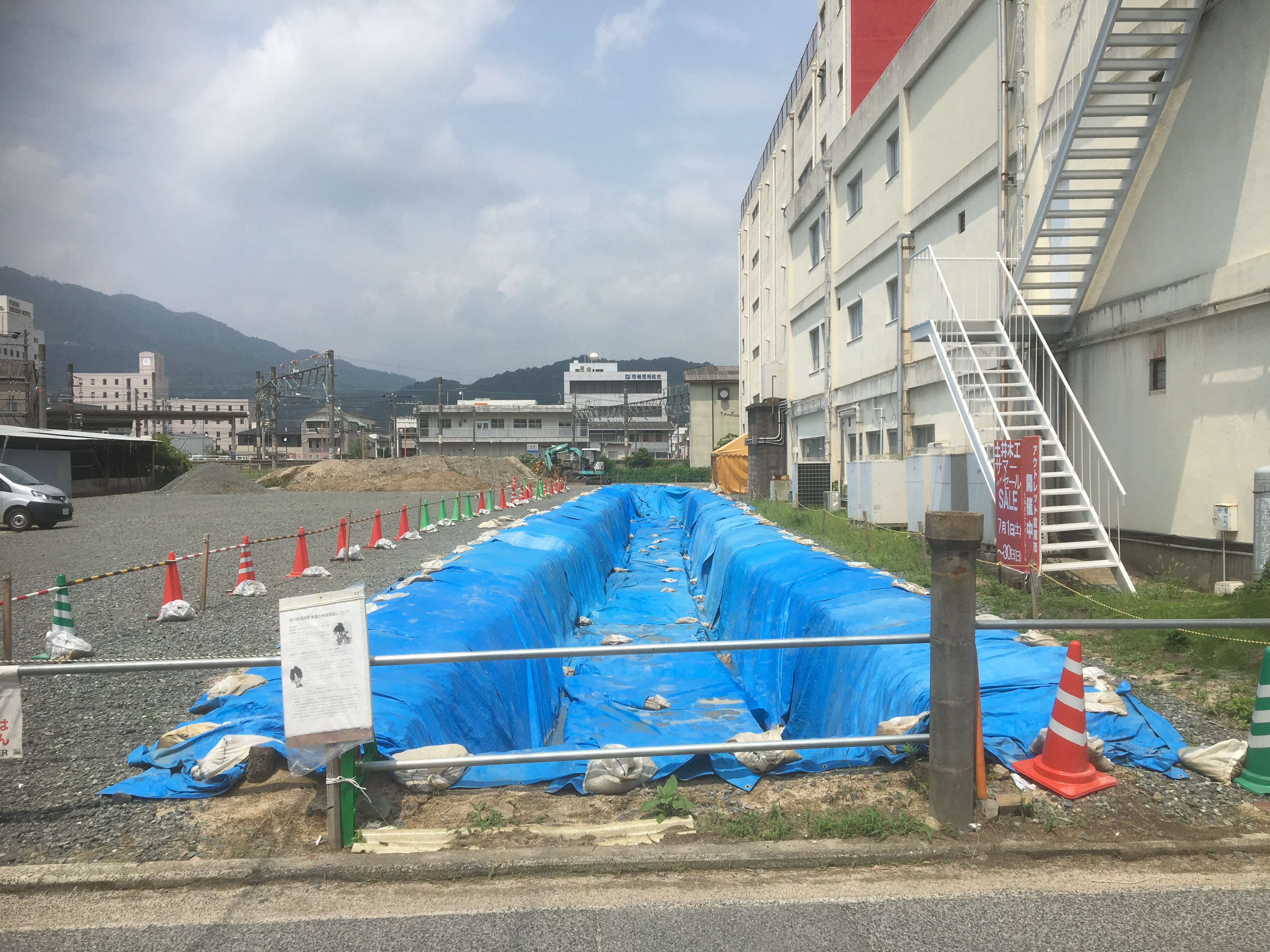
2017年の古代山陽道発掘調査

鳥居地区は府中市府川町の府中天満屋と府中市文化センターに挟まれた場所に位置している。2016年（平成28年）1月より始まった発掘調査では、奈良時代から平安時代の古代山陽道跡が見つかっており、古代山陽道のメインルートから600 m離れた府中国府中心部へ向かうと思われる分岐点も発見された。国府へ通じる分枝は、ほぼ正確に真北に向かって分かれており道路脇には側溝（幅0.6 m、深さ1 m）が掘られ、道路を強固にするための地業（じぎょう）と呼ばれる石敷がなされ、道幅も6 mにも及ぶ大規模な道路であった。2017年夏には、鳥居地区西側の府中天満屋裏手にある道の駅びんご府中の臨時駐車場でも発掘調査が行われ、鳥居地区から続くと思われる古代山陽道の遺構が発見されている。

### 横井地区

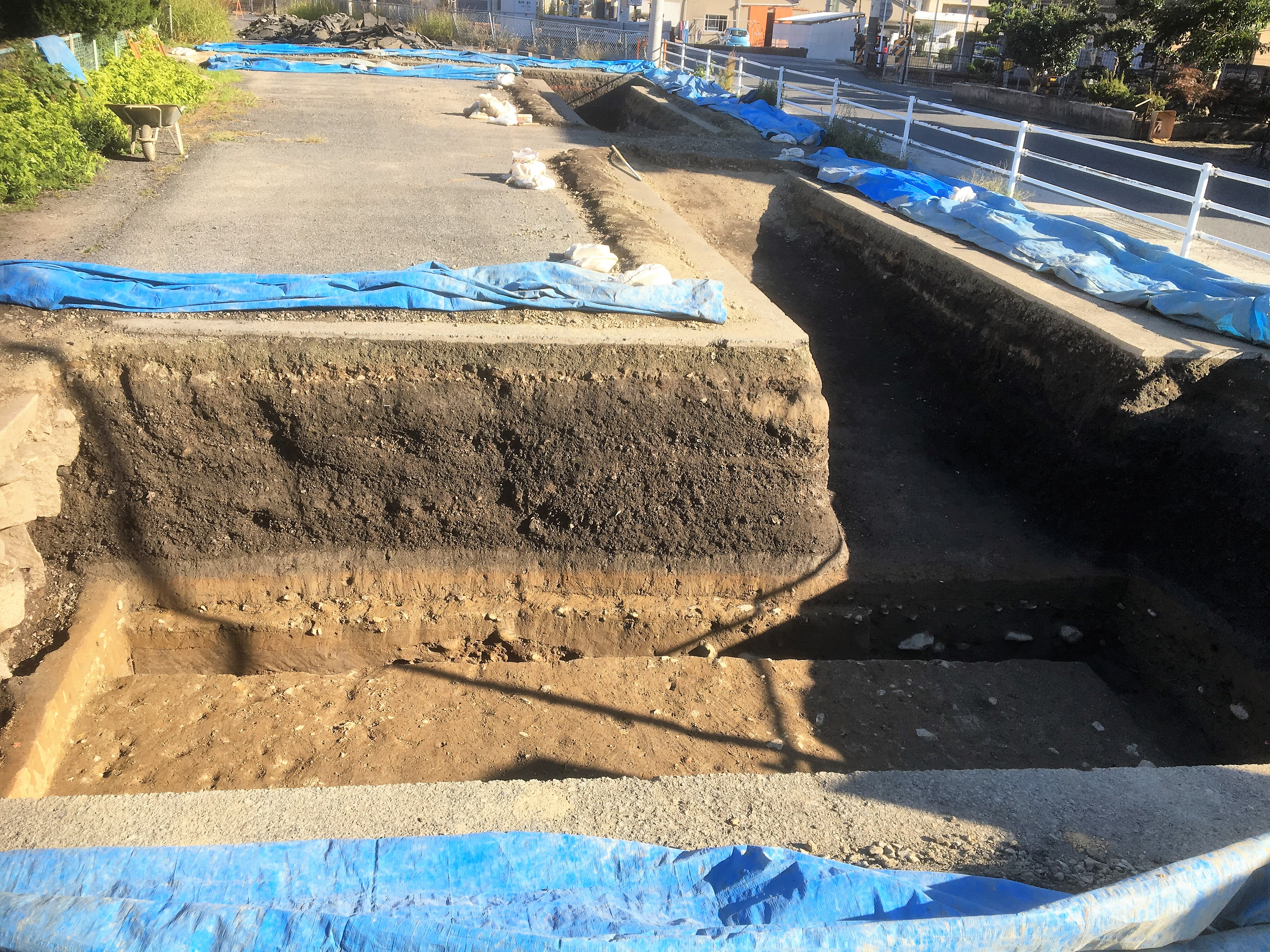
横井地区の発掘作業

2017年9月から始まった府中市府中町の旧坪井医院跡地での発掘調査では、鳥居地区から続いている古代山陽道の遺構が発見され、古代山陽道の南側の側溝跡の位置より、古代山陽道の道幅が10 mであることが確認された。古代山陽道の道幅が確認されたのは広島県では初とされる。跡地は2018年3月までに公園として整備される予定。

### 伝吉田寺地区
府中市府中町の伝吉田寺地区では「吉田寺」と呼ばれる大規模寺院があったと伝えられる。「吉田寺」は、7世紀後半に創建されたと考えられている。府中市教育委員会が2018年度（平成30年度）に実施した発掘調査では、7世紀後半の軒丸瓦や8世紀後半の掘立柱建築物跡（寺の門の可能性があると考えられている）、築地塀の痕跡などが確認されている。2019年6月21日に国史跡に追加された。

## 発掘物
区画溝によって囲まれた大型木造建造物群や苑池（えんち）、倉庫などの跡が発見されている。これらの構造物は、古代の役所に多い細長い形状をしており、柵や溝によって整然と東西南北方向に区画され並んでいた。また備後国府瓦と呼ばれる紋様が施された瓦や国産の緑施釉陶器や海外製磁器などの高級調度品とともに、この地で文書行政事務が行われてきたことを示唆する須恵器製の硯や儀式用の土器、役人が使用していた銅製の私印などの遺物が出土している。木製のまじない道具である「人型」（ひとがた）や、国司の役職名である「権介」（ごんのすけ）と文字が残る墨書土器が出土している。これらの出土品は12世紀後半まで続いているが、13世紀になると急速に減っており備後国府が衰退したことを表している。

## 執務内容
国府では行政、税務、司法、警察、軍事といった、公務全般が執り行われていた。これらの執務内容は奈良の中央政府に報告されており、平城京跡から発掘された奈良時代初期の木簡には「備後国葦田郡葦田里/氷高親王宮春税五斗」と書かれた木簡が発見されており（氷高親王とは元正天皇のこと）、葦田里（現在の福山市北部から府中市南部）が天皇の封戸（私有地）であったことが示唆されている。

## 現在の状態
発掘された遺構は2016年までに全て埋め戻されている。ツジ遺跡には案内看板が設置されているが発掘跡は荒地となっている。復元建築物や見学できる遺構は無い。もともと荒地だった「鳥居地区」では、埋め戻された遺構の輪郭を模した配置で公園が作られることになり、2016年度（平成28年度）に「はじまりの広場」として1,350平方メートルを1億2000万円をかけて整備が行われた。発掘された古代山陽道の遺構は真砂土で表現され、側溝部分は敷石で表現された。「はじまりの広場」には往年の様子を想定したイラスト看板も設置された。

## 資料展示と史跡指定

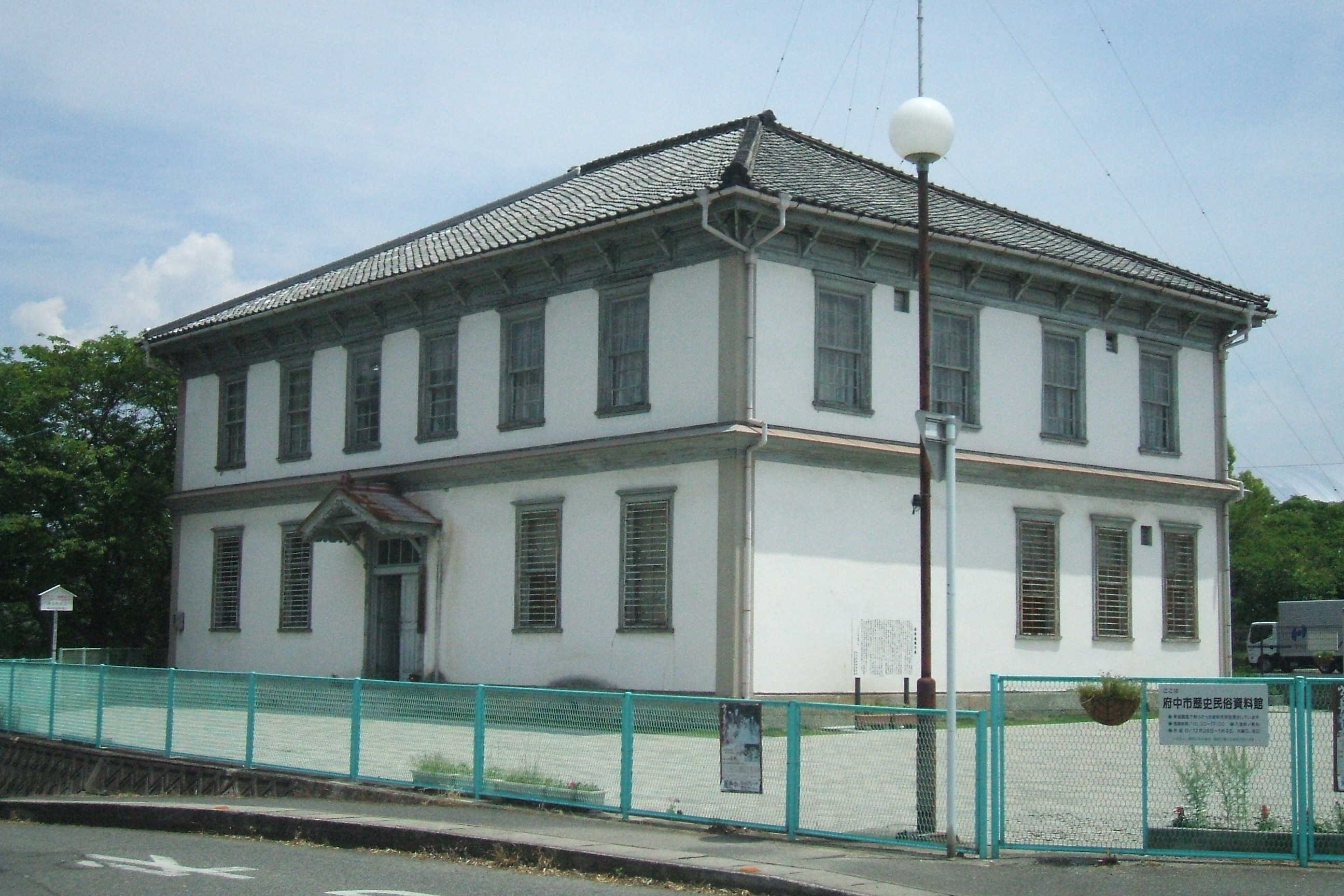
資料が展示されている府中市歴史民俗博物館

発掘された資料は、府中市歴史民俗博物館などで常設展示される他、市内公共施設で展示会も随時開催されている。発掘作業が進捗している市内「ツジ地区」14,000平方メートルと「金龍寺東地区」5,400平方メートルは、2016年（平成28年）10月3日付けで国の史跡に指定された。今後、砂山地区と鳥居地区についても追加申請の予定。

## 特記事項
- 府中市の夏祭りは、かつて「ドレミファ祭り」とされたが、町おこしを兼ねて「備後国府祭り」と改称された。
- 府中商工会議所が発行する地区限定商品券は「備後国府通寶」と命名されている[15]。